# Frank Rühle
Frank Rühle (* 5. března 1944, Dohna) je bývalý východoněmecký veslař.
Dvakrát se stal na čtyřce bez kormidelníka olympijským vítězem, v roce 1968 v Ciudad de México a v roce 1972 v Mnichově.